# 真空包裝機
真空包裝機，是一種利用抽真空以令內容物得以長時間保存的機械設備。其基本原理是把真空袋裡的產品放在真空機的腔室中，袋的開口放位於密封條上，當蓋閉合時，機器自動進行抽真空處理。
真空包裝機可以用三種不同方式調節真空度：
- 時間控制：真空處理所需要的時間取決於產品和所需要的最終真空度，可以根據效果調整所需要的抽真空時間。
- 傳感器控制：按真空百分比設定, 真空泵將持續抽氣，直到確切達成預先設定的真空度為止。
- 根據液體沸點檢測時間控制：液體產品在抽真空過程中會沸點會比較低（水的沸點在真空度90%會降到45度，在真空度97%會降到25度）。有些真空機已安裝的傳感器有多一種選擇：液體沸點檢測時間功能。這個功能的傳感器能快速而準確地檢測到濕潤或液體產物的氣相，這樣可以防止產品的真空過程中達到沸點，避免任損壞產品或機器的機會。

## 真空包裝機的種類
針對不同用途以及需求，開發出不同種類的真空包裝機。除了一般的真空包裝機之外，也有各種不同類型的真空包裝機，例如不鏽鋼真空包裝機、外抽式真空包裝機、雙槽式真空包裝機、直立型真空包裝機，或是桌上型真空包裝機等等。